# Julie Haase-Werkenthin
Julie Augusta Haase-Werkenthin, geborene Werkenthin (* 26. Dezember 1882 in Berlin; † 4. März 1960 ebenda) war eine deutsche Künstlerin, Illustratorin, Presse- und Modezeichnerin. Sie gehörte zu den führenden Modezeichnerinnen der Weimarer Republik, zeichnete zu Damenmode für illustrierte Modezeitschriften sowie die Berliner Tages- und Wochenpresse.

## Leben
Julie Werkenthin war die Tochter des Berliner Musikdirektors Albert Werkenthin (1842–1914) und dessen Frau Lucie Jenny, geborene Steinberg  (* 1850). Der Zahnmediziner Albert Werkenthin (1874–1953) und die Opernsängerin Mally Werkenthin (1878–1918) waren ihre älteren Geschwister. Julie Werkenthin bildete sich autodidaktisch sowie durch den Besuch der Malschule von Lovis Corinth. 1905 heiratete sie den Maler und Karikaturisten Paul Haase. Durch ihn wurde sie bestärkt, sich als Modeillustratorin zu betätigen.
Bereits ab 1907 erschienen Bücher mit ihren ersten Illustrationen, 1910 publizierte sie ihre Zeichnungen in der Zeitschrift Der Weltspiegel, ihre Zeichnungen wurden für die „Elegante Welt“ stilbildend. Auf der Bugra, der Internationalen Ausstellung für Buchgewerbe und Graphik in Leipzig war sie 1914 in der Sonderausstellung Die Frau im Buchgewerbe und in der Graphik mit zwei Werken vertreten und im Katalog geführt unter „Haase-Werkenthin, Julie, Berlin SW. 61, Blücherstr. 34, Illustrationen, Inserate, Plakate, Katalogausstattungen, Konfektionszeichnungen.“
An der 1902 von dem Bildhauer Albert Reimann in Berlin-Schöneberg gegründeten privaten Kunst- und Kunstgewerbeschule, der Reimann-Schule, unterrichtete sie in den Jahren 1918 und 1919 die Fächer Mode, Akt und Illustration. In den 1920er Jahren war sie vor allem als Illustratorin der im Ullstein-Verlag erscheinenden B.Z. am Mittag und für die Zeitschriften Die Dame und Elegante Welt tätig.
In den 1930er und 1940er Jahren verdiente sich Julie Haase-Werkenthin als Porträtistin ihren Unterhalt durch das Ausführen zahlreicher Aufträge für Einzel- und Gruppenbildnisse. 1932 heiratete sie in Berlin den Schriftsteller, Schauspieler und späteren Oberspielleiter Arthur August Karl Richard Klein-Ehrenwalten (1890–1948) Mit ihm lebte sie in den 1940er Jahren in Güstrow und Rühn, wie auch ihrer Schweriner Ausstellungsbeteiligung von 1944 zu entnehmen ist.

## Werk
„Flanierende Damen und Berliner Straßenszenen dominieren das Oeuvre einer heute zu Unrecht vergessenen Modezeichnerin. Die gebürtige Berlinerin Julie Haase-Werkenthin (1882-1960) war in den zwanziger Jahren bereits eine Grande Dame der Journalillustration. […]

Zudem fällt bei Haase-Werkenthin der häufige Einsatz von Lichtreflexen auf, mit denen die Künstlerin die Mode effektvoll in Szene setzt. Durch ihren Mann […] stand Werkenthin in engem Kontakt zu den Berliner Spätimpressionisten. Ihre Vorliebe für Außendarstellungen mit flanierenden Damen und Herren, Straßenzügen, Autos und Bäumen zeigt deutliche Motivnähe zum Impressionismus. Ihre durch die Technik der Tuschfeder geprägten Modeillustrationen hatten vermutlich sogar Vorbildcharakter für die 10 Jahre jüngere Modezeichnerin Lieselotte Friedlaender.“

## Werke (Auswahl)
Die Kunstbibliothek – Staatliche Museen zu Berlin bewahrt in der Lipperheideschen Kostümbibliothek 85 Werke Julie Haase-Werkenthins. Vorwiegend sind es Entwürfe für die B.Z. am Mittag und die Zeitschrift Die Dame. Auch die zum Münchner Stadtmuseum gehörende Von Parish Kostümbibliothek ist im Besitz von Werken der Künstlerin.
Illustrationen
- Jean Paul: Dr. Katzenbergers Badereise. [= Die Bücher des Deutschen Hauses. Erste Reihe, 19. Band] Buchverlag fürs Deutsche Haus, Berlin/Leipzig 1908. (Illustriert von Julie Haase-Werkenthin.)[7]
- Eugen Illés: Kalamitäten, Humoresken. Harmonie-Verlagsgesellschaft, Berlin 1909. (Mit Illustrationen von Knut Hansen, Paul Haase, Julie Werkenthin, Rolf Niczky.)
- Benno Manns: Luginsland. Gereimte Satiren. Harmonie-Verlagsgesellschaft, Berlin 1909. (Mit Illustrationen von Julie Werkenthin.)
- Else Croner: Hille Bobbe. Klassische Bilder-Märchen. Hermann Seemann Nachfolger, Berlin/Leipzig 1910. (Zeichnungen von Julie Haase-Werkenthin, Einbandentwurf von Paul Haase.)
- Clara Pfingsten-Heuer: Der Kinder Hundebuch. Bruno Volger, Leipzig 1910. (25 Seiten mit ganzseitigen Bildern von Julie Werkenthin.)
- Clara Pfingsten-Heuer: Struwelkinder – Ein Bilderbuch für Kinder. Bruno Volger, Leipzig 1915. (Bilder von Julie Werkenthin.)
- Wilhelm Hauff: Novellen: Vertrauliches Schreiben an Herrn W. A. Spöttlich; Die Bettlerin vom Pont des Arts; Othello; Jud Süss; Die Sängerin. Trianon-Ausgabe. Verlag Neufeld & Henius, Berlin 1913. (Hrsg. von Ernst Guggenheim. Mit Bildern von Julie Werkenthin.)
- Wilhelm Hauff: Märchen. Trianon-Ausgabe. Verlag Neufeld & Henius, Berlin 1913. (Hrsg. von Ernst Guggenheim. Mit Bildern von Julie Werkenthin.)
- Heinrich Heine: Deutschland; Die Harzreise; Die Nordsee; Romanzero; Atta Troll. Trianon-Ausgabe. Verlag Neufeld & Henius, Berlin 1914. (Hrsg. von Hans Daffis. Mit Bildern von Julie Werkenthin.)[7]
- Die Mode im Juli, Modenblatt des Hauses Oberpollinger-München. Kaufhauskatalog, Ullstein Verlag, Juli 1927[13]

Malerei
- Martyrium des Hl. Sebastian. vor 1913, (Öl/Leinwand; R. u. bez. „cop. J. Werkenthin“) 200 × 150 cm[14]
- Bildnis der Frau Gertrud K. (Öl)
- Bildnis der Frau Ilse F. (Aquarell und Tusche)
- Im roten Rock. (Öl)
- Bildnis der Frau J. L. (Öl), alle Schwerin, 1944[11]

## Ausstellungen
- Mecklenburgische bildende Kunst im Jahre 1944. – Mecklenburgisches Landesmuseum Am Alten Garten zu Schwerin[11]
- Berliner Pressezeichner der zwanziger Jahre. – Berlin Museum, 1977[4]
- Pailletten – Posen – Puderdosen. Modezeichnungen und Objekte der Zwanziger Jahre. – Kunstbibliothek – Staatliche Museen zu Berlin, 2009[4]